# M-pop
M-pop (malajski pop Malaysia) – to malezyjska muzyka popularna, czasami nazywana krótko malezyjskim popem lub określana skrótem M-pop. Określenie M-pop odnosi się do popularnych form muzycznych w Malezji, nagrywanych głównie w języku malajskim. W Malezji upowszechniona jest jednak także muzyka pop w innych językach (jak np. Mandopop, który jest w tym kraju również nagrywany). M-pop obejmuje różnorodne gatunki muzyczne, takie jak pop, rock, hip hop, muzyka elektroniczna i R&B.

## Pochodzenie i wpływy
Malezyjska muzyka popularna ma swoje korzenie w lokalnej tradycji muzycznej i popularnej muzyce w stylu europejskim. Niektóre z wczesnych stylów muzycznych, wykonawców, pieśni keroncong czy ludowych są wspólne dla kultury muzycznej Malezji i Indonezji.
Inne formy muzyczne, takie jak muzyka indyjska, islamska i inne azjatyckie formy muzyki popularnej, również wywierały wpływ w różnych okresach, a wiele międzynarodowych trendów muzycznych pojawiło się w malezyjskim popie. Muzyka hindustańska wywarła duży wpływ na wiele tradycyjnych rodzajów muzyki na Półwyspie Malajskim, na przykład w zakresie użycia instrumentów takich jak tabla i stylu wokalnego. Nie tak dawno wpływ zaczęła wywierać muzyka J-pop i K-pop.